# Arany sínszeg

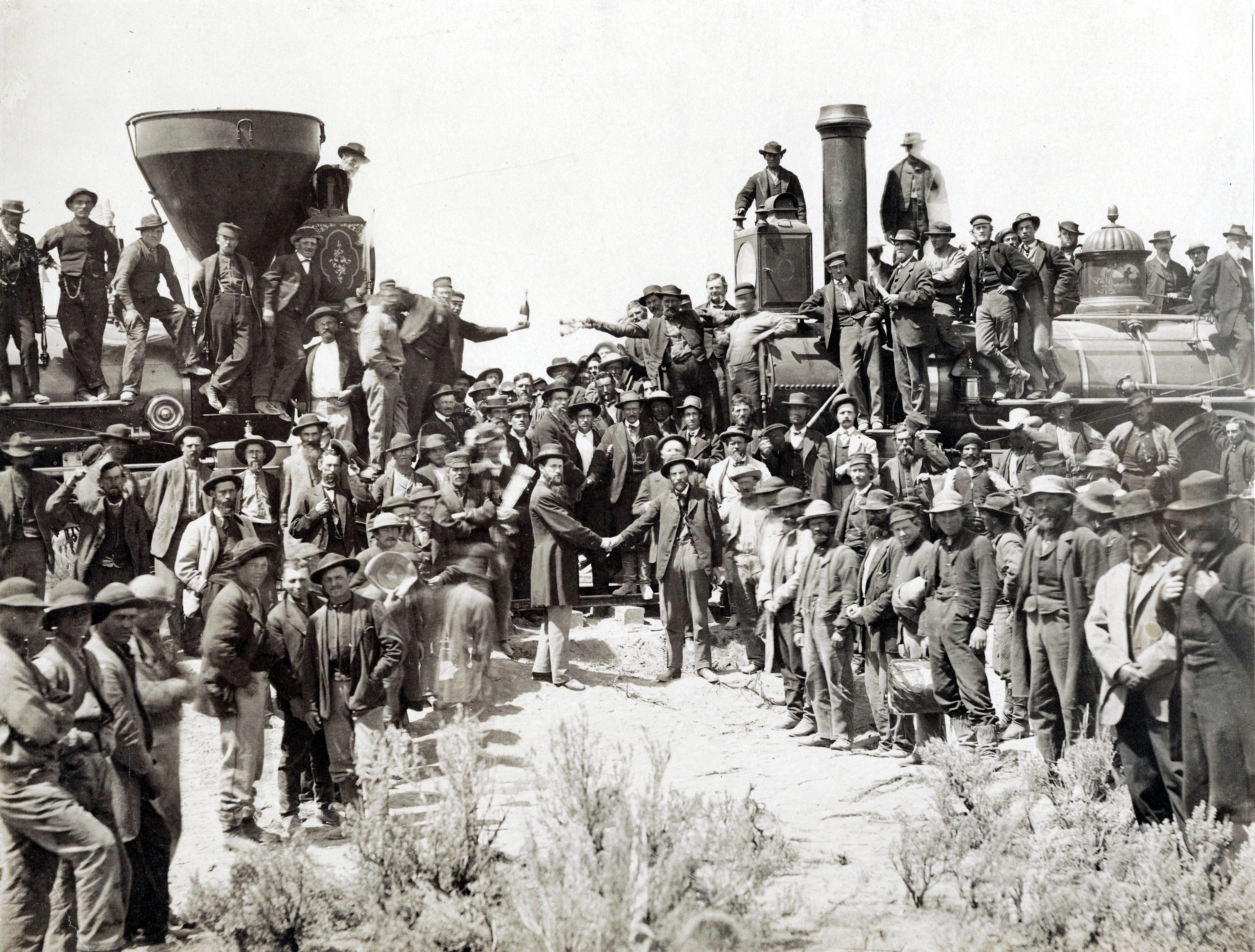
Az 1869. május 10-i ünnepség, amelyen az arany sínszeget a Promontory-csúcson, Utah államban ütötték be; az első transzkontinentális vasútvonal befejezése. Balra középen Samuel S. Montague, a Central Pacific Railroad főmérnöke, kezet fog Grenville M. Dodge-dzsal a Union Pacific Railroad főmérnökével (jobbra középen) (Fotó: Andrew J. Russell)

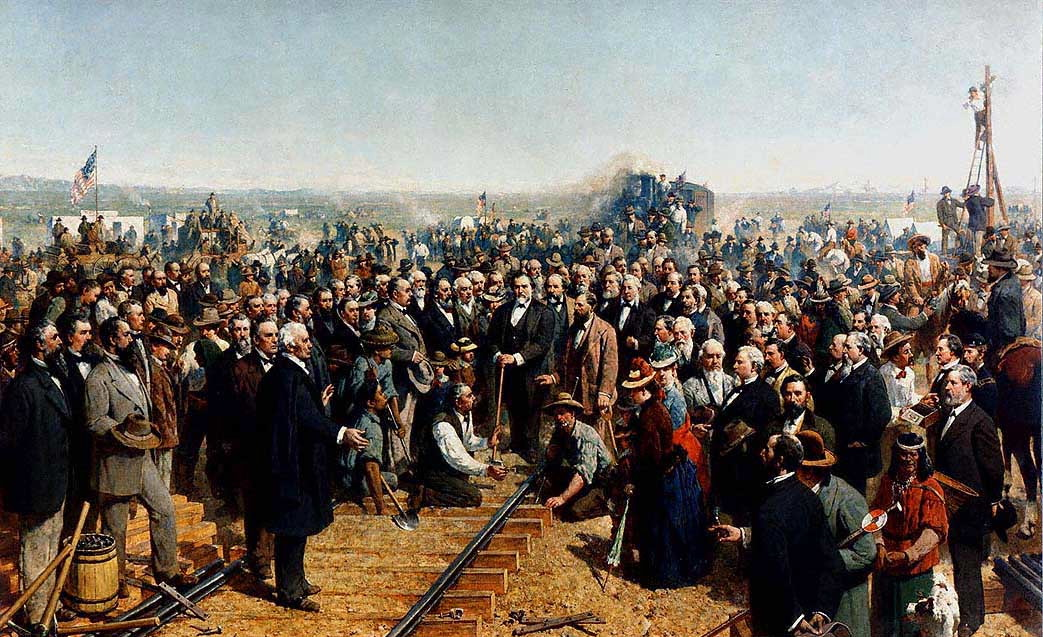
Az utolsó sínszeg, Thomas Hill festménye (1881)

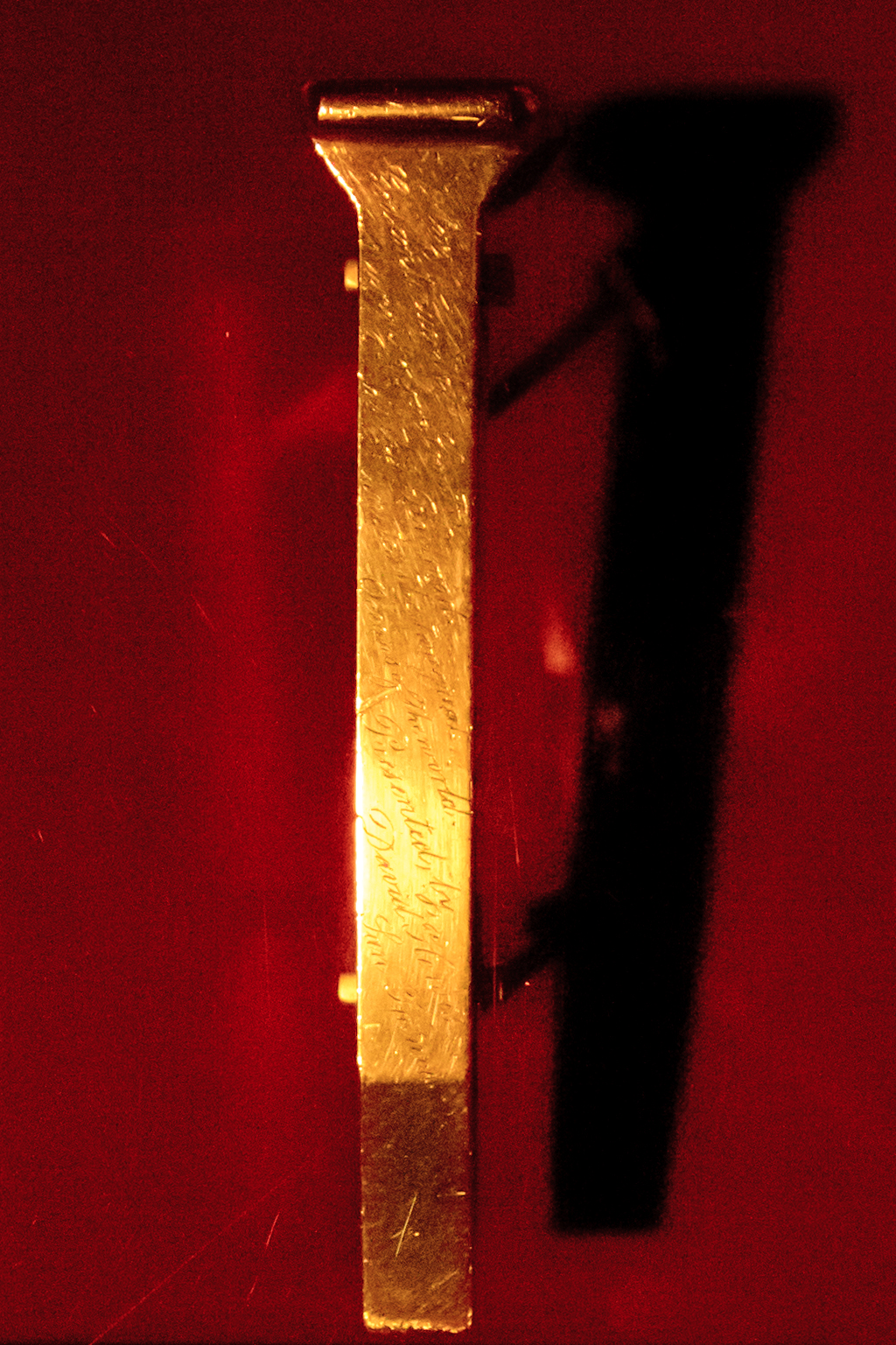
Az eredeti arany sínszeg a Stanford Egyetem Cantor Művészeti Központjában

Az arany sínszeg (más néven: Az utolsó sínszeg) az a 17,6 karátos aranyból készült ünnepélyes utolsó sínszeg, amelyet Leland Stanford ütött be, hogy 1869. május 10-én, az Amerikai Egyesült Államokon átvezető első transzkontinentális vasútvonal sínjeit összekösse a Sacramentóból induló Central Pacific Railroad és az Omahából induló Union Pacific Railroad között a Promontory Summitnál, Utah állam területén. Az utolsó sínszeg kifejezést az új vasútépítési projektek általában ünnepélyes befejezésekor beütött sínszegére használják, különösen azoknál, amelyeknél az építkezés két különböző kiindulópontból indul egy közös találkozási pont felé. A sínszeg jelenleg a Stanford Egyetem Cantor Művészeti Központjában van kiállítva.

## Története
A transzkontinentális vasútvonal utolsó láncszemének aranyból készült sínszeggel való befejezése David Hewes, egy San Franciscó-i pénzember és vállalkozó ötlete volt. A sínszeget még az év elején, kifejezetten erre az eseményre gyártotta le a William T. Garrett öntöde San Franciscóban. Két oldalára a vasúti tisztviselők és igazgatók neveit vésték be. Egy különleges, csiszolt kaliforniai babérból készült faaljat választottak, hogy kiegészítse a vonalat, ahová a sínszeget beütötték volna. 1869. május 8-án tartották volna eredetileg az ünnepséget (a dátumot valóban a sínszegre vésték), de két nappal elhalasztották, mert a rossz időjárás és egy munkaügyi vita miatt késett a vasútvonal befejezése a Union Pacific Railroad oldalán.
Május 10-én, az ünnepségre készülve, a Union Pacific 119-es és a Central Pacific 60-as (ismertebb nevén Jupiter) mozdonyai szemtől szembe felvonultak a Promontory Summiton. Nem tudni, hányan vettek részt az eseményen; a becslések 500-tól 3000-ig terjednek; kormányzati és vasúti tisztviselők és pályamunkások voltak jelen, hogy tanúi legyenek az eseménynek.